# بارون فيلهلم فون بيلا
بارون فيلهلم فون بيلا (بالألمانية: Wilhelm von Biela)‏ (و. 1782 – 1856 م) هو عالم فلك من ألمانيا . ويحمل رتبة عسكرية نقيب .
توفي في البندقية، عن عمر يناهز 74 عاماً.

## أعمال بارزة
من أهم أعماله:
- Biela's Comet.